# Окський заповідник
54°42′ пн. ш. 40°41′ сх. д. / 54.7° пн. ш. 40.68° сх. д.
Окський заповідник (рос. Окский заповедник) — заповідник у Росії, розташований на Мещерській низовині, у заплаві річок Оки та Пра. З великими площами заболочених земель і торфовищ, заповідник є важливою територією для водоплавних птахів та куликів. У заповіднику розміщуються племінні центри з розведення зубрів та журавлів. Заповідник розташовано у Спаському районі Рязанської області, приблизно за 60 км на північний схід від міста Рязань.
З 13.09.1994 р «Заплавні ділянки річок Пра і Ока» заповідника мають статус водно-болотних угідь міжнародного значення. 24.06.1986 р Окський заповідник визнано Всесвітньою мережею ЮНЕСКО «Людина і біосфера» (МАБ) задовольняє вимогам, що пред'являються до біосферних заповідників. В 2000 заповідник віднесено до ключових орнітологічних територій міжнародного значення.
Заповідник було офіційно створено в 1935 році і займає площу 56 027 га, серед них:
- Ліс — 50 461,5 га,
- Болота — 2 539,5 га,
- Відкриті і сухі угіддя — 2 089,4 га,
- Озера і річки — 637,6 га.

Навколо заповідника встановлена охоронна зона 23 669 га.

## Флора і фауна
В лісах переважають сосна з березою і домішкою широколистяних порід. У заплавах Оки і При поширені діброви. У центрі заповідника знаходиться велике Бабине болото. Флора налічує понад вісімсот видів квіткових і судинних спорових рослин, серед них 69 рідкісних і 5 зникаючих, в тому числі 10 видів орхідних. Тут же реліктовий осередок водяного горіха — чилими, в якому виявлено 11 видів. Один вид чилими ендемік. Є реліктовий водна папороть — сальвінія плаваюча. Добре розвинена прибережна і водна рослинність.
На території заповідника зареєстровано 266 видів птахів, в тому числі: (глушець білодзьобий, орябок, тетерук, сірий журавель, чорний лелека, сіра чапля, бугай і бугайчик, кулик-сорока, рибалочка, бджолоїдка звичайна, орлан-білохвіст, скопа, вальдшнеп, шуліка чорний, канюк). Понад 150 видів — гніздяться в заповіднику. Пернаті мешканці боліт і водойм — качки (головним чином кряква і чирки), гуси, різні кулики (в тому числі дупель і баранець звичайний), мартини, крячки, чаплі, журавлі, пастушкові. На окських розливах зупиняються тисячні зграї пролітних водоплавних птахів. Чорний лелека, скопа, орлан-білохвіст, шуліка чорний, яструб великий — рідкісні та охоронювані нині птиці, які гніздяться в заповіднику.
На території Окського заповідника в 1979 році був організований розплідник рідкісних видів журавлів, до числа яких належить знаходиться під загрозою зникнення Журавель білий. Колекція журавлів формувалася шляхом надходження особин з природи або отримання їх із центрів розведення. Підросли пташенята випускаються в природу в місцях проживання виду, незначна їх частина залишається в розпліднику або відправляється в Центри розведення і збереження журавлів.
У заповіднику 61 вид ссавців: (лось, вепр, сарна, лисиця звичайна, бобер європейський, європейська норка, видра, горностай, куниця, єнот уссурійський, ондатра, вивірка звичайна, кажани). У фауні заповідника налічується 39 видів риб: (окунь, щука, карась, в'язь, плотва, густера, лящ тощо), 11 — земноводних, 6 — плазунів.
Фауна амфібій (земноводних) налічує 10 видів, рептилій (плазунів) — 5.